# Raimundo Nonato Tavares da Silva
Raimundo Nonato Tavares da Silva (Senhor do Bonfim, 28 november 1962), beter bekend als Bobô genoemd, is een Braziliaanse voormalig voetballer.

## Biografie
Bobô begon zijn profcarrière in 1982 bij Catuense. In 1985 maakte hij de overstap naar EC Bahia, waarmee hij het Campeonato Baiano drie keer op rij won. In 1988 werd hij met de club ook landskampioen, hij scoorde zelfs twee keer in de finale om de titel tegen Internacional. Dat jaar werd hij ook genomineerd voor de Bola de Prata. In 1989 maakte hij voor 1 miljoen dollar de overstap naar São Paulo. In 1990 verliet hij de club voor Flamengo en won daarmee de Copa do Brasil. Hierna speelde hij nog voor enkele teams en beëindigde zijn carrière in 1997. 
In 1989 speelde hij drie wedstrijden voor het nationale elftal. 